# Degerfors IF
Degerfors Idrottsförening – szwedzki klub piłkarski grający obecnie w Allsvenskan, mający siedzibę w mieście Degerfors, leżącym w regionie Örebro.

## Historia
Klub został założony 13 stycznia 1907 roku. W 1932 roku awansował z trzeciej ligi do drugiej. Z kolei w 1937 roku po raz pierwszy w historii wywalczył awans do pierwszej ligi. W 1941 roku zajął drugie miejsce za Helsingborgs IF i został wicemistrzem Szwecji. Drugi taki sukces osiągnął w 1963 roku, gdy w tabeli został wyprzedzony tylko przez drużynę IFK Norrköping. Przez kolejne lata Degerfors balansował pomiędzy pierwszą a drugą ligą. W 1993 roku doszedł do finału Pucharu Szwecji, w którym wygrał 3:0 z Landskroną BoIS. W 1997 roku Degerfors po raz ostatni występował w pierwszej lidze. W 2008 roku został zdegradowany do trzeciej ligi.

## Sukcesy
- Allsvenskan:
  - wicemistrzostwo (2): 1940/1941, 1963
- Division 1 Norra
  - zwycięstwo (1): 2009
- Puchar Szwecji:
  - zwycięstwo (1): 1993

## Europejskie puchary
Legenda do wszystkich tabel:
- Q – runda eliminacyjna, 1/16, 1/8, 1/4, 1/2 – odpowiednia faza rozgrywek, Grupa – runda grupowa, 1r gr – pierwsza runda grupowa, 2r gr – druga runda grupowa, F – finał, R – runda, PO – play-off
- k. – rzuty karne, los. – losowanie, Dogr. – dogrywka, w. – zasada bramek strzelonych na wyjeździe

| Sezon   | Rozgrywki                 | Runda | Przeciwnik       | Dom | Wyjazd | Ogólnie |
| ------- | ------------------------- | ----- | ---------------- | --- | ------ | ------- |
| 1993/94 | Puchar Zdobywców Pucharów | 1R    | Sliema Wanderers | 3–0 | 3–1    | 6–1     |
| 1993/94 | Puchar Zdobywców Pucharów | 2R    | AC Parma         | 1–2 | 0–2    | 1–4     |

## Skład na sezon 2018
| Nr | Poz. | Piłkarz                                      |
| -- | ---- | -------------------------------------------- |
| 1  | BR   | Ismael Diawara                               |
| 3  | OB   | Kevin Wright                                 |
| 4  | OB   | Marcus de Bruin                              |
| 5  | OB   | Jonas Olsson                                 |
| 6  | OB   | Erik Lindell (wypożyczony z IFK Norrköping)  |
| 7  | PO   | Nikola Ladan                                 |
| 8  | PO   | Alan Asaad                                   |
| 9  | NA   | Alexander Andersson                          |
| 10 | NA   | Sargon Abraham                               |
| 11 | PO   | Christos Gravius (wypożyczony z AIK Fotboll) |
| 13 | PO   | Filip Stankovic                              |

| Nr | Poz. | Piłkarz                          |
| -- | ---- | -------------------------------- |
| 14 | PO   | Andreas Jernarp                  |
| 15 | NA   | Erik Björndahl                   |
| 16 | NA   | Viktor Götesson                  |
| 17 | PO   | Andreas Jansson                  |
| 18 | OB   | Oliver Ekroth                    |
| 19 | PO   | Daniel Joel Okon                 |
| 20 | OB   | Christoffer Wiktorsson (kapitan) |
| 21 | NA   | Adrian Johansson                 |
| 22 | PO   | Oliver Nilsson                   |
| 25 | BR   | Dario Miskic                     |

## Reprezentanci kraju grający w klubie
- Olle Åhlund
- Andreas Andersson
- Johan Arneng
- Sanny Åslund
- Hans Bergh
- Tord Grip
- Sebastian Henriksson
- Andreas Johansson
- Emil Johansson
- Olof Mellberg
- Bertil Nordahl
- Gunnar Nordahl
- Tomas Nordahl
- Marino Rahmberg
- Daniel Tjernström
- Ola Toivonen
- Anatoli Ponomaryov
- Yankuba Ceesay
- Milan Jovin
- Miodrag Radović
- Frank Seator
- Wujadin Stanojkowiḱ
- Driss El-Asmar
- Abderrahman Kabous
- Chukwudi Nworgu
- Aleksandar Krstić